# 约瑟夫·科贝尔
约瑟夫·科贝尔（英語：Josef Korbel，1909年9月20日—1977年7月18日）捷克-美国外交官、政治学家，曾任捷克斯洛伐克驻南斯拉夫大使、联合国印度巴基斯坦委员会捷克斯洛伐克代表及委员会主席。1948年流亡美国，任丹佛大學国际政治学教授，并建立了该大学的国际关系学院。女儿为马德琳·奥尔布赖特，曾任美国国务卿。科贝尔还是前国务卿康多莉扎·赖斯的导师。